# 分離 (法)
法における分離（severability、羅: salvatorius）または具体的な契約事項としての分離条項(severability clause)とは、強行法規により契約の一部が違法、無効または執行不可能(unenforceable)となった場合、契約の残余部分をそれでもなお適用すべきであるとすることを指す。この条項は英米法特有の契約条項であるが、そのような法体系下の契約にとって広く採用されている条項であるため、一般条項(general provision)とされる。
契約の一部条項がその契約の目的のために不可欠のものであるために、仮にその条項が強行法規による違法状態や執行不可能となった場合には契約全体を無効化すると規定する分離条項もある。ただし、多くの法域では、分離条項は契約の本質を捻じ曲げるものであるならば適用されず代わりに契約が無効化される。それゆえ、このことが分離条項にて明確に主張されることはほとんどない。
分離条項は英米法諸国などの制定法でも広く見られる。そこでは、法の一部条文やそれら条文の一定の適用が違憲となる場合、その他の条文や、一定範囲外の適用が、法として有効であることを規定している。
このことは多くの法域で通例とされている事柄の言い換えに過ぎないが、あまり重要ではなくかつ本質的でもない条項を規定したという当事者の意図をはっきりさせるためにこのような文言を含めることは、それでもなお賢明なことであるといえる。

## 例

### 契約における分離条項
"If a provision of this Agreement is or becomes illegal, invalid or unenforceable in any jurisdiction, that shall not affect:
1. the validity or enforceability in that jurisdiction of any other provision of this Agreement; or
2. the validity or enforceability in other jurisdictions of that or any other provision of this Agreement."

参考訳:
「この契約のある条項がいずれかの法域において違法、無効もしくは執行不可能であり、またはそのようになったとしても、そのことは次に掲げる事項には影響を与えないものとする。
1. この契約のその他の条項の当該法域における有効性もしくは執行可能性、または
2. この契約の当該条項もしくはその他の条項のその他の法域における有効性もしくは執行可能性」

### 制定法における分離条項
日本は大陸法系ではあるが、戦後間もない時期に英米法の影響を強く受けて制定された以下の2つの法律においては分離条項が確認できる。
- 国家公務員法第1条第4項

（この法律の目的及び効力）
第一条 （略）
2 （略）
3 （略）
4 この法律のある規定が、効力を失い、又はその適用が無効とされても、この法律の他の規定又は他の関係における適用は、その影響を受けることがない。
5 （略）
- 金融商品取引法第196条

（無効とされた場合にその影響が及ぶ範囲）
第百九十六条 この法律のある規定が無効であるとされた場合においても、この法律の他の規定は、これによつて影響されることはない。